# Look Up
Look Up es el vigesimoprimer álbum de estudio del músico británico Ringo Starr, publicado el 10 de enero de 2025. Marca su primer álbum de estudio en más de seis años desde What's My Name (2019) y cuenta con apariciones especiales de Billy Strings, Molly Tuttle, Lucius y Larkin Poe, así como contribuciones en la escritura y producción de T Bone Burnett. 

## Recepción
Ben Cardew de Pitchfork otorgó al álbum una calificación de 6.3. Lo describió como con una producción moderna, una sólida «batería» y «lleno de toques maravillosamente sensibles». Emma Harrison de Clash escribió que el álbum «se siente contemporáneo y energizado con letras reflexivas que muestran su cálida voz» y «diferente a todo lo que ha hecho antes», dándole una calificación de 8/10. Dale Maplethorpe de Far Out Magazine describió Look Up como «técnicamente sólido, pero el punto focal no logra cumplir con los aspectos clave que nos ayudan a inclinarnos hacia la música country», dándole tres estrellas de cinco. Rob Sheffield de Rolling Stone llamó al álbum «el sonido de Ringo siendo él mismo, la estrella de rock menos desencantada del universo, que es exactamente lo que queremos de este sabio anciano», dándole una calificación de 3.5 de 5.

## Lista de canciones
Todas las canciones escritas y compuestas por T-Bone Burnett excepto donde se anota. 
| N.º   | Título                                          | Escritor(es)                    | Duración |  |
| 1.    | «Breathless» (con Billy Strings)                |                                 | 3:02     |  |
| 2.    | «Look Up» (con Molly Tuttle)                    | Burnett, Daniel Tashian         | 3:10     |  |
| 3.    | «Time on My Hands»                              | Burnett, Tashian, Paul Kennerly | 3:59     |  |
| 4.    | «Never Let Me Go» (con Billy Strings)           |                                 | 3:55     |  |
| 5.    | «I Live for Your Love» (con Molly Tuttle)       | Burnett, Bill Swan              | 2:59     |  |
| 6.    | «Come Back» (con Lucius)                        |                                 | 2:49     |  |
| 7.    | «Can You Hear Me Call» (con Molly Tuttle)       |                                 | 2:54     |  |
| 8.    | «Rosetta» (con Billy Strings y Larkin Poe)      |                                 | 3:46     |  |
| 9.    | «You Want Some»                                 | Swan                            | 3:03     |  |
| 10.   | «String Theory» (con Molly Tuttle y Larkin Poe) | Burnett, Tashian                | 3:37     |  |
| 11.   | «Thankful» (con Alison Krauss)                  | Bruce Sugar, Richard Starkey    | 3:38     |  |
| 36:57 |                                                 |                                 |          |  |

## Personal
- Ringo Starr – batería, voz, percusión (1) y silbido (6)
- T Bone Burnett – guitarra eléctrica (1, 2, 4, 7–11), guitarra acústica (1, 4, 6, 8), bajo de seis cuerdas (2, 3)
- Dennis Crouch – bajo
- Daniel Tashian – guitarra acústica (1–3, 10), guitarra eléctrica (2–4, 9, 11), tabla de madera (2), bajo de seis cuerdas (3), piano (3), guitarra de 12 cuerdas (10), coros (11)
- Billy Strings – coros (1, 4, 8), guitarra acústica (1), guitarras (4), guitarra eléctrica (8)
- Paul Franklin – pedal steel guitar (2, 3, 5, 9–11)
- Molly Tuttle – coros (2, 5, 10), voz a dúo (7), guitarra acústica (5, 7), mandolina (5), guitarra de 12 cuerdas (10)
- Andy Cata – piano (3)
- David Mansfield – arreglos de cuerdas (3)
- Mickey Raphael – armónica (4)
- Mike Rojas – piano (5)
- Colin Lindel – guitarra con resonador (6)
- Stuart Duncan – violín, mandolina (6)
- Rory Hoffman – guitarra acústica (6), clarinete (9)
- Lucius (Jess Wolfe & Holly Laessig) – coros (6)
- Joe Walsh – guitarra slide  (8)
- Rebecca Lovell – mandolina (8), coros (8, 10)
- Megan Lovell – coros (8, 10)
- Greg Leisz – guitarra acústica (11)
- Alison Krauss – coros (11)

## Posición en listas
| País                                           | Posición |
| ---------------------------------------------- | -------- |
| Alemania (Offizielle Top 100)                  | 14       |
| Austria (Ö3 Austria)                           | 14       |
| Bélgica (Ultratop flamenca)                    | 63       |
| Estados Unidos (Billboard 200)                 | 147      |
| Estados Unidos (Folk Albums)                   | 12       |
| Estados Unidos (Top Country Albums)            | 27       |
| Estados Unidos (Top Rock & Alternative Albums) | 30       |
| Japón (Oricon)                                 | 35       |
| Escocia (Scottish Albums Chart)                | 5        |
| España (PROMUSICAE)                            | 54       |
| Suiza (Schweizer Hitparade)                    | 7        |
| Reino Unido (UK Albums Chart)                  | 79       |
| Reino Unido (UK Country Albums)                | 1        |